# Спиромилиос, Спиридон
Спиридон Спиромилиос (1800, Химара — 1880, Афины), известен и просто как Спиромилиос (греч. Σπυρομήλιος) или Спирос Милиос (греч. Σπύρος Μήλιος) — военный деятель Греческой революции 1821 года, офицер и политик Греческого королевства, ставший 5 раз военным министром и возглавивший офицерское училище королевства.

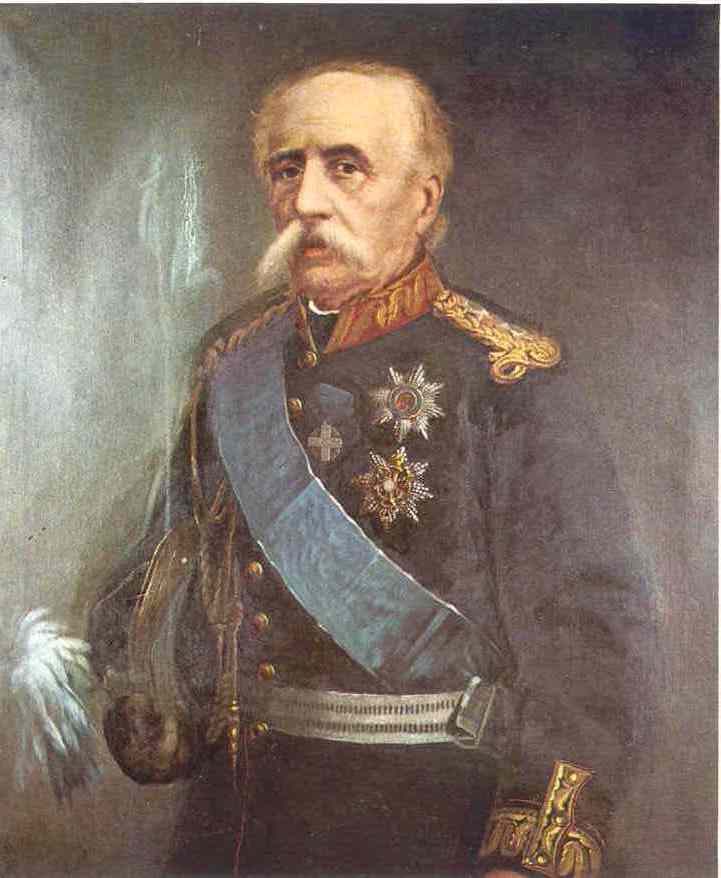
Генерал Спиридон Спиромилиос. Портрет неизвестного художника, Национальный исторический музей Афины

## Биография
Спиромилиос родился в населённом греками османском городе Химара, на побережье сегодняшней южной Албании (Северный Эпир). Химара была на северо-западе греческих земель тем же, чем была Мани на юго-востоке. В течение 5 веков воинственные химариоты сохраняя греческий язык и православную веру находились в непрекращающихся военных столкновениях с турками и обратившимися в ислам албанцами.
Спиромилиос родился в военной семье. Его отец именовался Милиос (Михалис), мать Мария была дочерью Андреаса Варфиса, служившего офицером в Неаполе. В 1810 году Спиромилиос также отправился в Неаполь (Италия), где получил военное образование и изучил итальянский, латинский и французский языки. В 1819 году он вернулся на родину, где написал военную географию Эпира, с целью принять участие в конкурсе и вступить в регулярную армию Неаполя, но его удержал от этого шага Али-паша Тепеленский. Али, бывший тогда Пашой города Янина и всего Эпира, вынашивал сепаратистские планы, привлекая к себе на службу греков, и оставил его при себе военным советником.

## Греческая революция
После смерти Али Паши в феврале 1822 года, Спиромилиос, вместе с братьями Николаосом и Захосом, добрались в августе в Среднюю Грецию в лагерь в Лиговистио, который возглавлял Александр Маврокордатос. В мае 1825 года Спиромилиос, во главе отряда 250 химариотов, вошёл в осаждённый Месолонгион, чтобы усилить его гарнизон.
В 1827 году Спиромилиос написал «Мемуары осады Месолонгиона 1825—1826 годов», которые были опубликованы только через 100 лет, в 1926 году, став однако одним из важнейших источников о осаде города для современных историков.
24 июля 1825 года Спиромилиос принял участие в ночной вылазке осаждённых, в результате которой турки понесли огромные потери и в которой только по счастливой для турок случайности не был разгромлен их лагерь.
17 января 1826 года Спиромилиос был послан в составе делегации в Нафплион, выпрашивая помощь у правительства и принятие решительных мер для спасения Месолонгиона. Только в марте, с собранными 400 тыс. турецких грошей, Спиромилиосу и другим членам делегации удалось привести в движение корабли острова Идра.
Но попытка прорвать турецкую блокаду и доставить продовольствие в осаждённый и голодающий город не удалась. По указанию адмирала Миаулиса Спиромилиос отправился на остров Закинф, бывший тогда под британским контролем, попытаться отправить в Месолонгион судно с продовольствием под английским флагом, но безуспешно. Спиромилиос остался простым зрителем, наблюдая с возвышенности Закинфа за Холокостом Месолонгиона.
В дальнейшем, вместе со своим братом Захосом, (Николаос погиб при прорыве из осаждённого Месолонгиона) Спиромилиос принял участие в военных операциях под командованием Георгия Караискакиса.
В марте 1827 года он принял участие в 3-м Национальном конгрессе в Тризине. Позже, когда правление Грецией принял Иоанн Каподистрия, Спиромилиос возглавил гвардию при штабе корпуса Дмитрия Ипсиланти (1828—1829). В конце войны, в походе Ипсиланти в 1829 году в Среднюю Грецию, отряд Спиромилиоса, вместе с отрядом Эвморфопулоса, отмечен как наиболее организованная часть экспедиционного корпуса Ипсиланти.
В последнем и победном для греческого оружия сражения войны при Петре Спиромилиос, во главе гвардии штаба, оборонял позицию VI и отличился в последовавшей контратаке. Вместе с Дмитрием Ипсиланти, Лассанисом, Эвморфопулосом и Касомулисом, Спиромилиос принял участие в последовавших после сражения переговорах с командующими турецко-албанских сил.

## Военная и политическая деятельность в период царствования короля Оттона
После окончания Греческой революции Спиромилиос обосновался в городе Фивы (Греция), но поскольку он был каподистрийцем был заточён на 9 месяцев в крепость Паламиди.
В 1835 году Спиромилиос был зачислен в почётную Королевскую фалангу ветеранов войны.
В дальнейшем Спиромилиос, в звании подполковника пехоты, возглавил переехавшее с острова Эгина в Пирей Офицерское училище (1840—1844).
В политическом плане Спиромилиос принадлежал к так называемой русской партии.
В 1843 году состоялось Восстание 3 сентября, с требованием провозглашения конституции, в котором Спиромилиос принял участие>. Участие офицерского училища, во главе со своим начальником Спиромилиосом, в революции 1843 года вынудило короля Оттона, считавшего офицерское училище «своим личным делом» пересмотреть вопросы контроля и безопасности в королевстве.
В 1847 году Спиромилиос был сослан, вместе с другими офицерами, на остров Наксос, с обвинением в участии в заговоре. Однако вскоре Спиромилиос вновь получил доверие короля Оттона и возглавил военное министерство (1850—1853) в правительстве Антониоса Криезиса (1849). Историк Т.Герозисис пишет что из «фанатичного констутуционалиста» Спиромилиос превратился в «человека короля» и в июне 1851 года готовился установить в стране диктаторское правление.
Во время Крымской войны, будучи военным министром и, невзирая на предупреждения западных держав и греческих дипломатов, Спиромилиос поддержал восстание ещё находившегося в пределах Османской империи греческого населения (см Греция в годы Крымской войны). После высадки франко-английских сил в Пирее 13 марта 1854 года, Оттон сформировал новое правительство и сместил Спиромилиоса с поста военного министра.
В последующие годы Спиромилиос стал ещё 4 раза военным министром в правительствах которые возглавляли:
- Афанасий Миаулис (1857)[27].
- Иоаннис Колокотронис (1862)[28].
- Аристидис Морайтинис (1867)
- Димитриос Вулгарис (1868)[29].

Во время Критского кризиса 1867 года Спиромилиос был послан с войсками на северную границу королевства.
В своей военной карьере Спиромилиос дослужился до звания генерала.
В гражданской карьере Спиромилиос был также Государственным советником (1865) Государственный Совет (Греция), и председателем парламента (1872).
Умер генерал Спиромилиос в Афинах в 1880 году.